# Antonio Edmundo Monsanto
Antonio Edmundo Monsanto (Caracas, Venezuela, 10 de septiembre de 1890 - Ibídem, 16 de abril de 1948), fue un pintor, instructor e historiador venezolano. Más que por su obra pictórica, a Monsanto se le reconoce como tutor de algunos de los artistas más importantes de la segunda mitad del siglo XX en Venezuela.

## Biografía
Entre 1904 y 1909 Monsanto estudió en la Academia de Bellas Artes de Caracas bajo la tutela de Emilio Mauri y Antonio Herrera Toro. En 1912 fundó junto a Leoncio Martínez, Rafael Agüín, Cruz Alvárez García, Julián Alonzo, Manuel Cabré y otros artistas, el Círculo de Bellas Artes, grupo anti académico que se rebeló contra los métodos de enseñanza de Antonio Herrera Toro. Este grupo también estaba integrado por escritores, poetas, músicos, y otras personas vinculadas al arte como Rómulo Gallegos y Andrés Eloy Blanco.
El grupo de dispersó en 1917, poco después que Monsanto iniciara contactos con artistas como Nicolás Ferdinandov, Emilio Boggio y Samys Mützner, siendo este último de gran influencia en su trabajo.

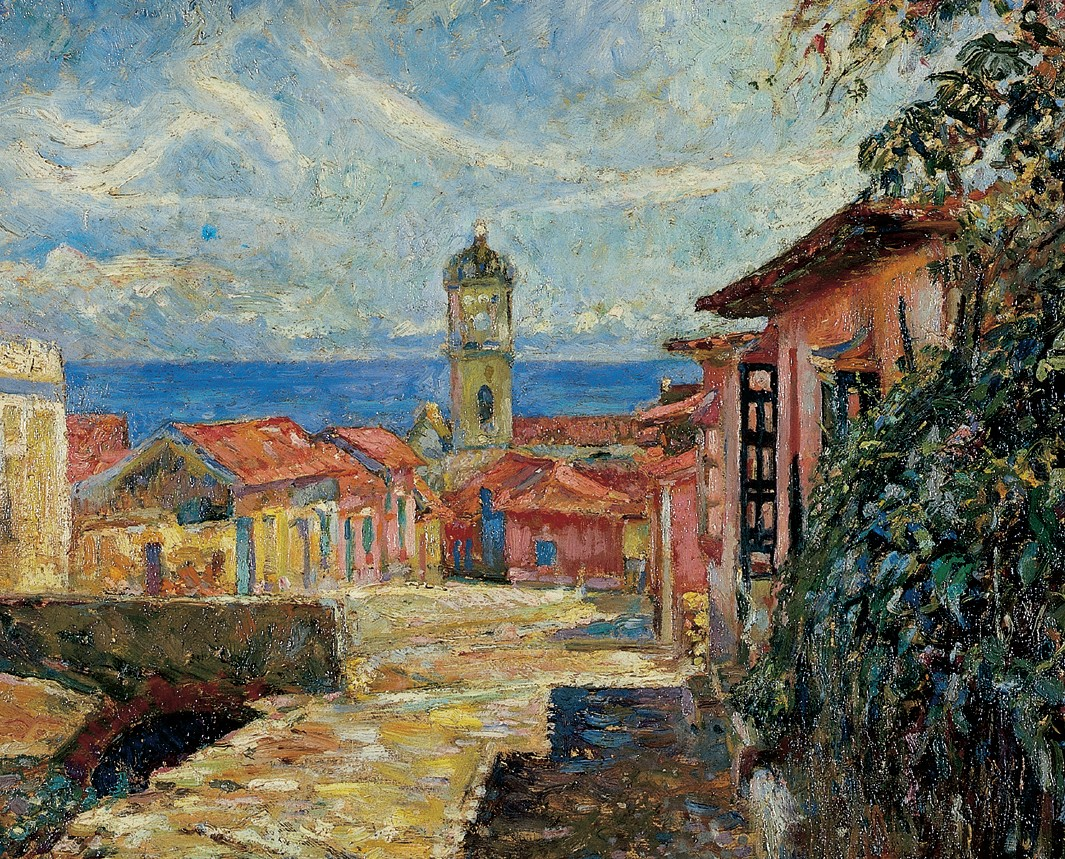
Iglesia del Carmen, 1920, Óleo sobre madera, 36,6 x 44,4 cm. Galería de Arte Nacional

En 1920, estando ya establecido como pintor, Monsanto empezó a sentirse desilusionado con su trabajo y se retiró de la pintura. Entre 1921 y 1928 se dedicó a estudiar arte y trabajó como restaurador. En 1936 fue nombrado director de la Academia de Bellas Artes en Caracas, la cual fue rebautizada ese mismo año como Escuela de Artes Plásticas y Aplicadas. A partir de entonces se dedicó a la enseñanza.
Aunque la obra de Monsanto se encuentra en la Galería de Arte Nacional, su verdadero legado fue como instructor, ya que desde la Academia participó en la formación de la siguiente generación de artistas venezolanos del siglo XX. Entre sus pupilos más notables se destacan Alejandro Otero, Héctor Poleo, Braulio Salazar, Pascual Navarro, Jesús Soto, Carlos González Bogen, Mateo Manaure, Luis Guevara Moreno, Mercedes Pardo, Aimée Battistini, Armando Barrios, Dora Hersen, Rubén Núñez, Perán Erminy, Narciso Debourg y otros.